# Recherche généalogique en Algérie

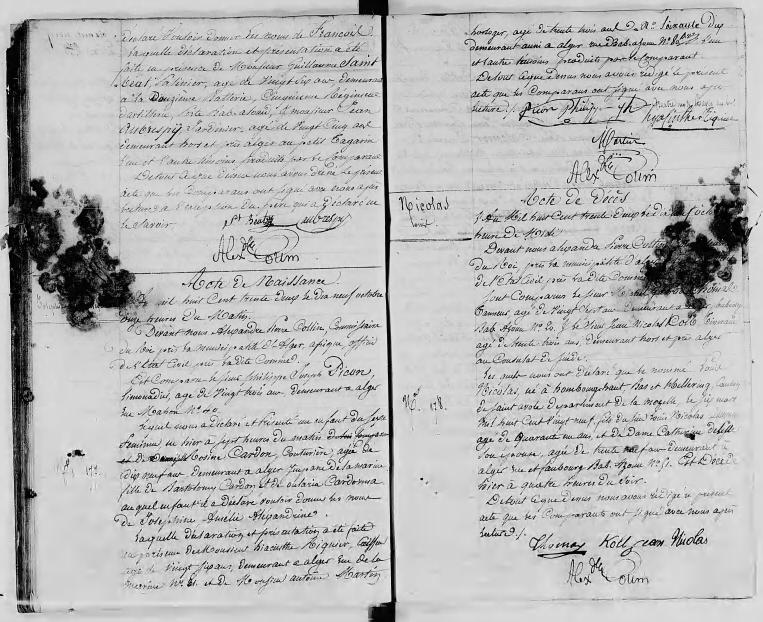
Une des premières pages d'un registre d'état civil en Algérie : l'acte de naissance de Joséphine Cardon le 18 octobre 1832 à Alger.

Cet article présente des éléments pour effectuer une recherche généalogique en Algérie. Le généalogiste doit prendre en compte l'histoire du pays et notamment la présence française jusqu'à l'indépendance de l'Algérie en 1962.

## Période française (1830-1962)
Avant 1882, il n'y avait pas d'état-civil généralisé en Algérie. Cependant, le Centre des Archives nationales d’Alger conserve les archives des tribunaux de la Charia (actes de mariage ou décès et actes successoraux sur la période 1592-1856), qui correspondent à des registres confessionnels et notariaux.
Les Archives nationales d'outre-mer (ANOM), situées à Aix-en-Provence, ont mis en ligne sur Internet de nombreux documents (état-civil surtout) sur toute la population française des trois anciens départements d'Algérie (Oran, Alger, Constantine). Les actes d'état civil en ligne concernent majoritairement les populations européenne et juive. Les documents sont consultables de 1830 à 1904 par une recherche patronymique.
L'état civil était initialement réservé aux Français et ne concernait pas ceux qu'on appelait alors les Musulmans, à l'exception de quelques notables. Un état civil propre aux populations indigènes est mis en place à partir de 1882 dans des registres matrices.

## Depuis l'indépendance
Les registres matrices sont aujourd'hui conservés en Algérie. Les registres relatifs à l'état-civil français ou européen ont été microfilmés par la France et sont consultables aux archives nationales d'outre-mer, et pour une partie d'entre eux accessibles en ligne, en respectant les délais de communicabilité relatifs aux actes d'état civil. 